# Santa (banda de Argentina)
Santa es un grupo de rock argentino formado en 1994 por Sissi Hansen (voz) y Alejandro Seoane (guitarra), músicos pertenecientes al circuito under de los ochenta en Buenos Aires y ligados al trabajo de grupos fundamentales como Los Violadores y Riff.

## Biografía
Luego de algunas formaciones previas, se consolidan como grupo cuando ingresan los ex Porco Gustavo Jamardo (bajo) y Arnold Taurel (batería). Durante 1996 graban en Estudios del Abasto y en una quinta las canciones que forman parte de Adrenalina, un álbum que refleja la esencia de la banda, recorriendo estilos como el rock, pop, punk, soul y blues. 
En 1997 llega un ofrecimiento para editar el disco por parte de Rudy Sarzo, bajista de bandas como Whitesnake, Dio y Quiet Riot, quien en ese momento estaba formando un sello discográfico. Sissi y Seoane viajan a Estados Unidos y la placa se edita en toda América del Norte, distribuida por Caroline Records.
Para apoyar el lanzamiento realizan una mini gira en Los Ángeles que los lleva a lugares como JC Fandango, House of Blues, Casablanca, 369-Club, Star Theatre y otros, con Gerardo Lucero en reemplazo de Jamardo. Adrenalina ocupa los primeros puestos de los ranking radiales. Al regresar a la Argentina, reeditan el material por Leader Music y lo presentan recorriendo casi todos los circuitos de pubs, tocando en The Cavern, El C.O.D.O., Hard Rock Café, La Farfalla, Cemento, Arlequines y el Teatro de la Ribera, entre otros. 
Sissi y Seoane graban algunos demos más en 1999 (aún inéditos) y luego se disuelve la banda. Actualmente, Sissi Hansen continúa como solista, Alejandro Seoane lidera Buddha Sounds y Gustavo Jamardo está al frente de Gran Martell.

## Integrantes

### Santa
- Sissi Hansen: Voz
- Alejandro Seoane: Guitarras y samplers
- Gustavo Jamardo: Bajo
- Arnold Taurel: Batería
- Martin Bauer: Guitarra

### Invitados
- Stuka: Guitarra
- Leandro Maciel: Guitarra
- Gardi Pais: Guitarra
- Miguel Ángel Tallarita: Vientos
- Eva Álvarez: Coros
- Carlos Lucero: Piano

### Antiguos miembros
- Amancio González: Batería
- Pablo Zagare: Bajo
- Daniel Molinari: Batería

## Discografía
- Adrenalina (1997)
- Llamame / Tirando Misiles (single) (1999)